# Pseudobothrideres modiglianii
Pseudobothrideres modiglianii is een keversoort uit de familie knotshoutkevers (Bothrideridae). De wetenschappelijke naam van de soort werd in 1897 gepubliceerd door Antoine Henri Grouvelle.